# Toon Books
Toon Books est une collection de bandes dessinées destinée aux enfants. Elle fut lancée en 2008 par Françoise Mouly, directrice artistique du magazine The New Yorker. Elle réunit, entre autres, des titres de son conseiller et mari Art Spiegelman (auteur de Maus distingué par le Prix Pulitzer). Toon Books se présente comme étant : « la première bande dessinée de qualité créée pour les enfants de quatre ans et plus ».
En 2007, Calvin Reid annonce la création de la collection dans le Publishers Weekly en la présentant comme étant capable de revitaliser le secteur de la bande dessinée pour enfants : Françoise Mouly est de nouveau « en action ». Après avoir transformé la bande dessinée américaine dans les années 1980 grâce à l'anthologie RAW, Françoise Mouly veut désormais « apprendre à lire aux enfants grâce aux bandes dessinées ».
L'année 2008 a vu le lancement de huit titres encensés par la critique. Certains ont même reçu des prix et distinctions.

## Les débuts
Le concept est venu à Françoise Mouly alors que son fils Dash apprenait à lire et que son professeur de Cours Préparatoire l'avait classé parmi les "bons lecteurs". Consternée par le manque d'attrait du matériel éducatif elle a préféré passer du temps avec son fils et une foule de bandes dessinées françaises. D'ailleurs l'une de ses premières adaptations mettait en action un personnage connu de millions de bambins français : Mimi Cracra devient Silly Lilly.
De 2004 à 2007 elle suggère les Toon Books aux principaux éditeurs de livres pour enfants qui lui opposent un refus s'expliquant par son originalité. En effet, les éditeurs refusent cette idée ne correspondant à aucune catégorie existante. Françoise Mouly décide donc de revenir à ses racines en s'auto-éditant (elle crée Raw Books en 1977 et Raw Junior en 1999). Comme elle l'avait fait pour la bande dessinée d'avant garde, les magazines graphiques ou The New Yorker elle parvint à réunir un éventail de talents. Elle fit le choix de publier des auteurs stars (Harry Bliss, Art Spiegelman, Jeff Smith), des "vétérans" de la bande dessinée pour enfants (Geoffrey Hayes) et des dessinateurs débutants (Eleanor Davis était encore à l'école quand Françoise Mouly l'a contactée.

## Les Toons à l'école
Les attitudes à l'égard de la bande dessinée ont radicalement changé depuis les affirmations Congrégationalistes de 1954 qui accusaient cette dernière d'être la cause de la délinquance juvénile. Aujourd'hui elle est présentée avec force par les bibliothécaires et acteurs du milieu éducatif comme étant un outil extrêmement efficace afin de découvrir les plaisirs de la lecture. Comme Art Spiegelman l'a dit : "Les bandes dessinées peuvent être une porte d'entrée vers la littérature".
En l'absence de modèle ou de précédent, Françoise Mouly a développé sa propre méthode pour s'assurer que les Toon Books seraient adaptés aux besoins des lecteurs débutants. Des éducateurs furent consultés pour le développement de chaque livre, des exemples furent pris de l'offre existante et Françoise Mouly observa des enfants en classe en prenant de nombreuses notes. Répondant à la demande des bibliothécaires et professeurs elle développa même une gamme de Toon Books en version bilingue. La version anglais/français est commercialisée par Casterman jeunesse. Elle mit également au point des versions audios et des Toon Books documentaires.
Les Toon Books ont été accueillis avec enthousiasme par les professionnels de la culture et les parents à la recherche d'outils pour les jeunes lecteurs. Très rapidement, le recteur de l'État du Maryland, Dr Nancy Grasmick, a intégré les Toons Books à son programme d'acquisitions de bandes dessinées. D'autres académies ont suivi le mouvement ou sont intéressées par cette offre pédagogique novatrice. En outre, ils sont intégrés au programme informatique Accelerated Reader utilisé dans plus de 60000 écoles américaines.
Le site internet de la collection propose gratuitement des outils d'apprentissage pour les étudiants et les éducateurs. Les professeurs peuvent télécharger des plans de leçons et des feuilles d'activités par niveaux afin de préparer leurs cours. L'internaute pourra aussi profiter des vidéos et des jeux.
Le "CarTOON Maker" invite aux jeunes lecteurs à créer leurs propres dessins animés. Le "Readers Theater" donne les clés aux équipes éducatives afin qu'elles apprennent aux enfants à créer leurs propres Toon Books. Sur la partie du site destinée aux enfants les jeunes lecteurs pourront faire des marionnettes en papier, regarder des vidéos, prendre des leçons sur les dessins animés grâce à des professionnelles et faire leurs propres dessins animés.

### Anglais
- Dean Haspiel, Jay Lynch, Mo & Jo Fighting Together Forever. New York, Raw Junior (Toon Books), 2008.
- Harry Bliss, Luke on the Loose". New York, Raw Junior (Toon Books), 2009.
- Jeff Smith, Little Mouse Gets Ready. New York, Raw Junior (Toon Books), 2009.
- Geoffery Hayes, Benny and Penny in The Toy Breaker. New York, Raw Junior (Toon Books), 2010.
- Nadja Spiegelman, Trade Loeffler, Zig and Wikki in Something Ate My Homework. New York, Raw Junior (Toon Books), 2010.
- Hilary Knight (basé sur le texte de Steven Kroll), Nina in That makes me mad. New York, Raw Junior (Toon Books), 2011.
- Claude Ponti, Chick & Chickie - Play all day. New York, Raw Junior (Toon Books), 2012.
- Kikuo Johnson, The shark king. New York, Raw Junior (Toon Books), 2012.

### Français/Anglais
- Frank Cammuso, Jay Lynch, Otto et la journée orange. Paris, Casterman Jeunesse (Toon Books), 2009.
- Art Spiegelman, Jack et la boîte. Paris, Casterman Jeunesse (Toon Books), 2009.
- Geoffrey Hayes, Benny et Penny - Pour de faux. Paris, Casterman Jeunesse (Toon Books), 2009.
- Eleanor Davis, Stinky. Paris, Casterman Jeunesse (Toon Books), 2010.
- Agnes Rosenstiehl, Mimi Cracra et les Quatre saisons. Paris, Casterman Jeunesse (Toon Books), 2010.
- Geoffrey Hayes, Benny et Penny - Non c'est Non!. Paris, Casterman Jeunesse (Toon Books), 2010.